# 퍼스트 테네시 파크
퍼스트 테네시 파크(First Tennessee Park)은 미국의 다목적 경기장이다. 테네시주 내슈빌에 위치하고 있으며 USL 내슈빌 SC와 마이너 리그 베이스볼 트리플 A 퍼시픽 코스트 리그 내슈빌 사운즈의 홈 경기장이다.